# Maureen Stapleton
Lois Maureen Stapleton (Troy, 21 de junho de 1925 – Lenox, 13 de março de 2006) foi uma premiada atriz estadunidense. Ela foi indicada ao Oscar de melhor atriz coadjuvante pelos filmes Por um Pouco de Amor (1958), Aeroporto (1970) e Interiores (1978), antes de ganhar o prêmio por sua atuação como Emma Goldman em Reds (1981). Por este último, Stapleton também ganhou o BAFTA Award de melhor atriz coadjuvante. Ela foi indicada para cinco Prêmios Globos de Ouro, vencendo por Aeroporto. Seus outros papéis de destaque no cinema incluem Adeus, Amor (1963), Hotel das Ilusões (1971), O Fã - Obsessão Cega (1981), Cocoon (1985) e Um Dia a Casa Cai (1986).
Por seu trabalho na televisão, ela foi indicada a sete Prêmios Emmy e ganhou um pelo telefilme Between the Paths to Eden (1967).
No teatro, ela fez sua estreia na Broadway em 1946 na peça The Playboy of the Western World e ganhou o Prêmio Tony em 1951 por The Rose Tattoo e em 1971 por The Gingerbread Lady. Ela ainda recebeu quatro indicações ao prêmio e foi introduzida no Hall of Fame do American Theatre em 1981.
Stapleton é uma das 23 pessoas que alcançaram o que é chamado de Tríplice Coroa da Atuação. Em 1975 ela foi indicada ao Prêmio Grammy.

## Filmografia
| Ano  | Filme                          | Papel                       | Notas |
| ---- | ------------------------------ | --------------------------- | --- |
| 1958 | All the King's Men             |                             | televisão; Indicada - Emmy |
| 1958 | Lonelyhearts                   | Fay Doyle                   | Indicada - Oscar de melhor atriz coadjuvante Indicada - BAFTA de melhor atriz coadjuvante Indicada - Globo de Ouro de melhor atriz coadjuvante em cinema |
| 1959 | The Fugitive Kind              | Vee Talbot                  | |
| 1961 | Vu du pont                     | Beatrice Carbone            | Conhecido como A View from the Bridge |
| 1963 | Bye Bye Birdie                 | Mama Mae Peterson           | |
| 1967 | Among the Paths to Eden        | Mary O'Meaghan              | televisão; Emmy |
| 1969 | Truman Capote's Trilogy        | Mary O'Meaghan              | Mesmo papel vencedor do Emmy, em 1967 |
| 1970 | Airport                        | Inez Guerrero               | Globo de Ouro de melhor atriz coadjuvante em cinema Indicada - Oscar de melhor atriz coadjuvante                                                         |
| 1971 | Plaza Suite                    | Karen Nash                  | Indicada - Globo de Ouro de melhor atriz coadjuvante em cinema                                                                                           |
| 1971 | Summer of '42                  | Mãe de Hermie               | Voz (Não creditada) |
| 1972 | Dig                            | Mãe                         | |
| 1974 | Voyage to Next                 | Mãe Terra                   | Voz |
| 1975 | Queen of the Stardust Ballroom | Beatrice 'Bea' Asher        | Indicada - Emmy |
| 1977 | The Gathering                  | Kate Thornton               | Indicada - Emmy |
| 1978 | Interiors                      | Pearl                       | Indicada - Oscar de melhor atriz coadjuvante Indicada - Globo de Ouro de melhor atriz coadjuvante em cinema                                              |
| 1979 | The Runner Stumbles            | Srª. Shandig                | |
| 1979 | Lost and Found                 | Jemmy                       | |
| 1981 | Reds                           | Emma Goldman                | Oscar de melhor atriz coadjuvante BAFTA de melhor atriz coadjuvante Indicada - Globo de Ouro de melhor atriz coadjuvante em cinema                       |
| 1981 | The Fan (1981)                 | Belle Goldman               | |
| 1981 | On the Right Track             | Mary the Bag Lady           | |
| 1982 | The Electric Grandmother       | Avó                         | televisão |
| 1984 | Johnny Dangerously             | Ma Kelly                    | |
| 1985 | Cocoon                         | Marilyn Luckett             | |
| 1986 | Heartburn                      | Vera                        | |
| 1986 | The Cosmic Eye                 | Mãe Terra                   | Voz |
| 1986 | The Money Pit                  | Estelle                     | |
| 1987 | Nuts                           | Rose Kirk                   | |
| 1987 | Made in Heaven                 | Tia Lisa                    | |
| 1987 | Sweet Lorraine                 | Lillian Garber              | |
| 1988 | Liberace: Behind the Music     | Frances Liberace            | televisão |
| 1988 | The Thorns                     | Peggy/Srª. Hamilton         | Série de televisão |
| 1988 | Doin' Time on Planet Earth     | Vendedora de balão de hélio | |
| 1988 | Cocoon: The Return             | Marilyn 'Mary' Luckett      | |
| 1989 | B.L. Stryker                   | Auntie Sue (1 episódio)     | Indicada - Emmy |
| 1992 | Lincoln                        | Sarah Bush Lincoln          | televisão, voz |
| 1992 | Miss Rose White                | Tanta Perla                 | Indicada - Emmy |
| 1994 | Trading Mom                    | Srª. Cavour, a jardineira   | |
| 1994 | The Last Good Time             | Ida Cutler                  | |
| 1995 | Road to Avonlea                | Maggie MacPhee - 1 episódio | Indicada - Emmy |
| 1996 | My Universe Inside Out         |                             | Voz |
| 1997 | Addicted to Love               | Nana                        | |
| 1998 | Wilbur Falls                   | Wilbur Falls High Secretary | |
| 2003 | Living and Dining              | Srª. Lundt                  | |

## Prêmios e indicações
BAFTA Film Awards
- 1971: Melhor atriz coadjuvante – Airport (indicada)
- 1983: Melhor atriz coadjuvante – Reds (vencedora)

Emmy
- 1959: Melhor atriz em minissérie ou telefilme – All the King's Men (indicada)
- 1968: Melhor atriz em minissérie ou telefilme – Among the Paths to Eden (vencedora)
- 1975: Melhor atriz em minissérie ou telefilme – Queen of the Stardust Ballroom
- 1978: Melhor atriz em minissérie ou telefilme – The Gathering (indicada)
- 1989: Melhor atriz convidada em seriado dramático – B.L. Stryker (indicada)
- 1992: Melhor atriz coadjuvante em minissérie ou telefilme – Miss Rose White (indicada)
- 1996: Melhor atriz convidada em seriado dramático – Road to Avonlea (indicada)

Globo de Ouro
- 1959: Melhor atriz coadjuvante – Lonelyhearts (indicada)
- 1971: Melhor atriz coadjuvante – Airport (vencedora)
- 1972: Melhor atriz coadjuvante – Plaza Suite (indicada)
- 1979: Melhor atriz coadjuvante – Interiors (indicada)
- 1981: Melhor atriz coadjuvante – Reds (indicada)

Oscar
- 1959: Melhor atriz coadjuvante – Lonelyhearts (indicada)
- 1971: Melhor atriz coadjuvante – Airport (indicada)
- 1979: Melhor atriz coadjuvante – Interiors (indicada)
- 1981: Melhor atriz coadjuvante – Reds (vencedora)